# Hans-Günter Herfurth
Hans-Günter Herfurth (* 26. Februar 1934 in Wetzlar; † 24. November 2011 in Dillingen/Saar) war ein deutscher Diplomingenieur und Manager in der saarländischen Stahlindustrie.

## Leben
Hans-Günter Herfurth ging nach seiner Schul- und Berufsausbildung zum Diplomingenieur 1965 in die saarländische Stahlindustrie zur Dillinger Hütte. 
1986 wurde er Geschäftsführer der Saarstahl Völklingen GmbH und 1989 Vorstandsmitglied der Saarstahl AG und der Aktiengesellschaft der Dillinger Hütte. 
In den Jahren von 1987 bis 2009 war er Vorstandsmitglied im Verband der Saarhütten, dessen wichtigste Aufgabe die Tarifpolitik ist.
Herfurth kämpfte für Investitionen in die Stahlstandorte, um sie international wettbewerbsfähig zu machen. Dennoch geriet die Stahlindustrie in eine schwere Krise. Die Saarstahl AG ging 1993 in Konkurs. Im Laufe des Konkursverfahrens wurde der Verkauf des Unternehmens an einen großen Stahlkonzern diskutiert. Verbunden war damit die Befürchtung, dass dieser Verkauf zu einem starken Arbeitsplatzabbau im Saarland und letztlich zu einer Schließung der saarländischen Werke führen würde.
In den Jahren von 2001 bis 2004 war Herfurth Vorsitzender des Vorstands der Saarstahl AG und zugleich Mitglied der Geschäftsführung der ROGESA Roheisengesellschaft Saar mbH. Gesellschafter der ROGESA sind die über die SHS – Stahl-Holding-Saar miteinander verflochtenen Unternehmen Saarstahl und Dillinger Hütte. 
Er zeigte sich in seinem Geschäftsbericht für das Jahr 2002 zufrieden, denn die wirtschaftliche Entwicklung des Unternehmens war mit einem  Konzern-Umsatz von 1,106 Milliarden Euro und einem Konzern-Jahresüberschuss von rund neunundsiebzig Millionen Euro positiv.
Vom 7. September 2001 bis zum 26. Februar 2009 war er Mitglied des Kuratoriums der Hüttenlösung (Saarland)#Montan-Stiftung Saar. Diese Stiftung wurde durch die beiden Stifter Saarstahl AG und AG der Dillinger Hüttenwerke mit dem Ziel der Stärkung der saarländischen Stahlindustrie gegründet. Das Saarland brachte seine im Landesbesitz befindlichen Anteile an den Stahlwerken in diese Stiftung ein. Seitdem hält die Montan-Stiftung Saar über ihre 100%ige Tochter SHS Stahl-Holding Saar GmbH & Co. KG Mehrheitsbeteiligungen an den beiden saarländischen Stahlherstellern.
Zum 1. Juni 2004 ging er in den Ruhestand. Sein Nachfolger wurde Michael Hanisch.